# Філадельфійський експеримент (фільм, 2012)
Філадельфійський експеримент (англ. The Philadelphia Experiment) — канадський фантастичний фільм 2012 року.

## Сюжет
Метою секретного урядового дослідження є створення обладнання, щоб повторити, так званий, «Філадельфійський експеримент» Другої світової війни, який дозволяв робити невидимими військові кораблі. Успішно проведений в наші дні експеримент повертає раніше зниклий в 1943 році есмінець «Елдрідж». Але він приносить в 21 століття тільки смерть і руйнування. Єдиний живий після першого експерименту Білл і його онучка, намагаються зупинити це безумство.

## У ролях
- Ніколас Лі — Білл Гарднер
- Майкл Паре — Хоган
- Райан Роббінс — Річард Фолкнер
- Емілі Уллерап — Моллі Гарднер
- Джина Голден — Кетрін Мур
- Джон Рірдон — заступник Карл Рід
- Малкольм Макдавелл — Мортон Селінджер
- Маршу Реджіс — Рамі
- Чад Кровчук — Ріс
- Еллісон Госсак — Лена
- Том Макбет — Бродмор
- Дін Редман — Сарджент
- Марк Поусон — пілот
- Лауро Шартран — водій
- Дмітро Колеснік — найманець, в титрах не вказаний